# Аккерменка
Аккерменка — хутор в Крымском районе Краснодарского края.
Входит в состав Адагумского сельского поселения.

## География
Хктор расположен в юго-западной части региона, в пределах Прикубанской наклонной равнины.

## Население
| 1999 | 2002 | 2010 |
| ---- | ---- | ---- |
| 19   | ↗26  | ↘25  |

## Улицы
- ул. Крепостная,
- ул. Лесная,
- ул. Луговая.